# 克列茨卡亚区
克列茨卡亚区（俄语：Клетский район）是俄罗斯联邦伏尔加格勒州下辖的一个区，其行政中心为克列茨卡亚。据2016年统计，该区的人口为17812人。